# Ingrid Neel
Ingrid Neel (* 16. Juni 1998 in Oyster Bay, New York) ist eine US-amerikanisch-estnische Tennisspielerin.

## Karriere
Neel spielt hauptsächlich Turniere auf dem ITF Women’s Circuit, bei denen sie bislang zwei Einzel- und 13 Doppeltitel gewinnen konnte.
Bei den Miami Open 2015 ging sie mit einer Wildcard in der Qualifikation für den Einzelwettbewerb an den Start. Nach ihrem Auftaktsieg über Donna Vekić scheiterte sie in der Qualifikationsrunde mit 6:77 und 4:6 an Alison Van Uytvanck.
Für die US Open 2015 erhielten sie und ihre Partnerin Tornado Alicia Black eine Wildcard für den Doppelwettbewerb. Sie besiegten in der ersten Runde die Paarung Danka Kovinić und Julija Putinzewa in drei Sätzen, ehe sie ebenfalls in drei Sätzen Andrea Hlaváčková und Lucie Hradecká unterlagen.
Ihren bis dahin größten Erfolg feierte Neel im Februar 2016 beim mit 100.000 US$ dotierten Dow Corning Tennis Classic, als sie dort mit ihrer Partnerin Catherine Bellis die Doppelkonkurrenz gewann. Nach diesem Sieg wurde sie auf Platz 167 der Doppelweltrangliste geführt. Im April 2018 gewann Neel mit ihrer Partnerin Quinn Gleason das mit 80.000 US-Dollar dotierte Turnier in Palm Harbor und erreichte danach Platz 132 der Doppelweltrangliste.

## Turniersiege

### Einzel
| Nr. | Datum              | Turnier       | Kategorie   | Belag | Finalgegnerin        | Ergebnis    |
| --- | ------------------ | ------------- | ----------- | ----- | -------------------- | ----------- |
| 1.  | 28. September 2014 | Amelia Island | ITF $10.000 | Sand  | Edina Gallovits-Hall | 4:4 Aufgabe |
| 2.  | 12. Juni 2016      | Bethany Beach | ITF $10.000 | Sand  | Alexandra Mueller    | 6:3, 6:3    |

### Doppel
| Nr. | Datum              | Turnier            | Kategorie      | Belag             | Partnerin               | Finalgegnerinnen                            | Ergebnis          |
| --- | ------------------ | ------------------ | -------------- | ----------------- | ----------------------- | ------------------------------------------- | ----------------- |
| 1.  | 14. März 2015      | Gainesville        | ITF $10.000    | Sand              | Fanny Stollár           | Sofia Kenin Marie Norris                    | 6:3, 6:3          |
| 2.  | 21. März 2015      | Orlando            | ITF $10.000    | Sand              | Fanny Stollár           | Kateřina Kramperová Katerina Stewart        | 6:3, 7:64         |
| 3.  | 23. Januar 2016    | Wesley Chapel      | ITF $25.000    | Sand              | Natallja Wichlijantsewa | Natela Dsalamidse Weronika Kudermetowa      | 4:6, 7:64, [10:6] |
| 4.  | 7. Februar 2016    | Midland            | ITF $100.000   | Hartplatz (Halle) | Catherine Bellis        | Naomi Broady Shelby Rogers                  | 6:2, 6:4          |
| 5.  | 4. Juni 2016       | Buffalo            | ITF $10.000    | Sand              | Caroline Dolehide       | Sophie Chang Alexandra Mueller              | 5:7, 6:3, [10:6]  |
| 6.  | 17. September 2016 | Atlanta            | ITF $50.000    | Hartplatz         | Luisa Stefani           | Alexandra Stevenson Taylor Townsend         | 4:6, 6:4, [10:5]  |
| 7.  | 6. November 2016   | Scottsdale         | ITF $50.000    | Hartplatz         | Taylor Townsend         | Samantha Crawford Melanie Oudin             | 6:4, 6:3          |
| 8.  | 14. Oktober 2018   | Óbidos             | ITF $25.000    | Teppich           | Michaëlla Krajicek      | Cristina Bucșa Diāna Marcinkēviča           | 6:2, 6:2          |
| 9.  | 6. April 2019      | Palm Harbor        | ITF W60        | Sand              | Quinn Gleason           | Oqgul Omonmurodova Lizette Cabrera          | 5:7, 7:5, [10:8]  |
| 10. | 5. Oktober 2019    | Charleston         | ITF W60        | Sand              | Anna Danilina           | Vladica Babić Caitlin Whoriskey             | 6:1, 6:1          |
| 11. | 12. Oktober 2019   | Hilton Head Island | ITF W25        | Sand              | Anna Danilina           | Katharine Fahey Elizabeth Halbauer          | 6:3, 6:2          |
| 12. | 10. April 2021     | Bogotá             | WTA 250        | Sand              | Elixane Lechemia        | Mihaela Buzărnescu Anna-Lena Friedsam       | 6:3, 6:4          |
| 13. | 4. Juni 2022       | Surbiton           | ITF W100       | Rasen             | Rosalie van der Hoek    | Fernanda Contreras Gómez Catherine Harrison | 6:3, 6:3          |
| 14. | 18. Februar 2023   | Iraputo            | ITF W60        | Hartplatz         | Emina Bektas            | Quinn Gleason Elixane Lechemia              | 7:64, 3:6, [10:6] |
| 15. | 21. Mai 2023       | Florenz            | WTA Challenger | Sand              | Vivian Heisen           | Asia Muhammad Giuliana Olmos                | 1:6, 6:2, [10:8]  |
| 16. | 10. Juni 2023      | Makarska           | WTA Challenger | Sand              | Wu Fang-hsien           | Anna Sisková Renata Voráčová                | 6:3, 7:5          |
| 17. | 18. Juni 2023      | Nottingham         | WTA 250        | Rasen             | Ulrikke Eikeri          | Harriet Dart Heather Watson                 | 7:66, 5:7, [10:8] |
| 18. | 25. August 2023    | Chicago            | WTA Challenger | Hartplatz         | Ulrikke Eikeri          | Cristina Bucșa Alexandra Panowa             | kampflos          |
| 19. | 30. September 2023 | Tokio              | WTA 500        | Hartplatz         | Ulrikke Eikeri          | Eri Hozumi Makoto Ninomiya                  | 3:6, 7:5 [10:5]   |
| 20. | 16. Juni 2024      | ’s-Hertogenbosch   | WTA 250        | Rasen             | Bibiane Schoofs         | Tereza Mihalíková Olivia Nicholls           | 7:66, 6:3         |

## Abschneiden bei Grand-Slam-Turnieren

### Doppel
| Turnier         | 2015 | 2016 | 2017 | 2018 | 2019 | 2020 | 2021 | 2022 | 2023 | 2024 | Karriere |
| --------------- | ---- | ---- | ---- | ---- | ---- | ---- | ---- | ---- | ---- | ---- | -------- |
| Australian Open | —    | —    | —    | —    | —    | —    | —    | 1    | —    | —    | 1        |
| French Open     | —    | —    | —    | —    | —    | —    | —    | —    | 2    | AF   | AF       |
| Wimbledon       | —    | —    | —    | —    | —    |      | 2    | 2    | 1    | 2    | 2        |
| US Open         | 2    | —    | —    | —    | —    | —    | 1    | 2    | 1    | 1    | 2        |